# Maurice Floquet
Maurice Noël Floquet, född 25 december 1894 i Poissons, Haute-Marne, Frankrike, död 10 november 2006 i Montauroux, Frankrike, var en fransk militär och veteran från första världskriget och då han avled 111 år och 320 dagar gammal den äldsta då levande och äldsta franske militären och fransmannen någonsin och den äldsta då levande europeiske mannen. Den äldsta europeiske mannen efter hans död blev den cirka ett och ett halvt år yngre britten Henry Allingham som i sin tur var sitt lands äldsta levande militär och man. Floquet skickade brev till Allingham och den tyske veteranen Robert Meier i oktober 2006, kort före sin död, i samband med Allinghams möte med Meier i Meiers hemstad. Floquet skulle också ha deltagit men kunde inte på grund av sjukdom. Han avled senare den 10 november 2006, dagen före 88-årsminnet av första världskrigets slut och 45 dagar före sin 112-årsdag. Han var vid sin död världens tredje äldsta levande man efter de amerikanska veteranerna Emiliano Mercado del Toro (som avled 115 år gammal bara drygt två månader senare) och Moses Hardy (som avled bara en månad senare) och är ännu en av de 50 äldsta männen någonsin. Under kriget fick Floquet bl.a. sitt ytteröra sönderbombat och en tysk kula i armen som satt kvar resten av hans liv.
Floquet utnämndes som officerare av Hederslegionen av Frankrikes dåvarande president Jacques Chirac på sin 110-årsdag 2004. Floquet blev Frankrikes äldsta levande krigsveteran den 22 mars 2002 då Hilaire-Francois Dharboulle avled 109 år och 54 dagar gammal och även den äldsta kända levande fransmannen då polskfödde Joseph Rabenda avled 111 år och 41 dagar gammal den 20 februari 2003 samt Europas äldsta levande man den 6 december 2005 då polskfödde britten Jerzy Pajączkowski-Dydyński, även han krigsveteran, avled 111 år och 140 dagar.